# Henrik Pontopidan
Henrik Pontopidan (dan. Henrik Pontoppidan; Frederikija, 24. jul 1857. - Šarlotenlund, 21. avgust 1943), bio je danski književnik.
Pisao je romane, novele i drame u kojima se nemilosrdno razračunava sa zabludama društvene, političke i vjerske naravi. Glavni je problem njegove proze sukob ideala i svakidašnjice. Godine 1917. dobio je zajedno s danskim književnikom K. Gjelerupom, Nobelovu nagradu za književnost.
Djela:
- "Sretni Per"
- "Carstvo smrti"
- "Obećana zemlja"
- "Romani i pripovijetke"